# Паркинсония
Паркинсония (лат. Parkinsonia) — род деревянистых растений семейства Бобовые (Fabaceae), распространённый в Северной Америке, Южной Америке и Африке.

## Ботаническое описание
Кустарники или деревья. Кора ствола зелёная или серая. Колючка 1, в пазухе листа или отсутствует. Прилистников 1—2, колючие или не колючие. Листья двуперистые или редуцированные до перистых; вторичных черешков 1—10 пар; рахис крылатый или цилиндрический; листочков 1—80 (и более) пар, продолговатые, округлые, эллиптические или яйцевидные.
Соцветия пазушные, кистевидные или цветки одиночные; прицветники от дельтовидных до ланцетных, опадающие. Цветки с 5 зелёными чашелистиками зеленые; лепестков 5, жёлтые, один из них с красным или оранжевым пятном. Тычинок 10; пыльники от продолговатых до эллиптических. Пестик зелёный; завязь линейная, семяпочек 5—12. Бобы линейные или продолговатые, раскрывающиеся, чётковидные или плоские. Семян 1—8 на плод, от продолговатых до шаровидных.

## Таксономия
Parkinsonia Plum. ex L., Sp. Pl. 1: 375 (1753).
Род назван в честь английского ботаника Джона Паркинсона.

### Синонимы
- Cercidiopsis Britton & Rose (1930)
- Cercidium Tul. (1844)
- Peltophoropsis Chiov. (1915)
- Rhetinophloeum H.Karst. (1862)

### Виды
Род включает 14 видов:
- Parkinsonia aculeata L. typus[1] — Паркинсония колючая, или Паркинсония шиповатая
- Parkinsonia africana Sond.
- Parkinsonia anacantha Brenan
- Parkinsonia andicola (Griseb.) Varjão & Mansano
- Parkinsonia ×carterae Hawkins [= Parkinsonia aculeata × Parkinsonia praecox]
- Parkinsonia florida (Benth. ex A.Gray) S.Watson
- Parkinsonia glauca (Cav.) Varjão & Mansano
- Parkinsonia microphylla Torr. — Паркинсония мелколистная
- Parkinsonia peruviana C.E.Hughes, Daza & Hawkins
- Parkinsonia praecox (Ruiz & Pav.) Hawkins
- Parkinsonia raimondoi Brenan
- Parkinsonia scioana (Chiov.) Brenan
- Parkinsonia ×sonorae (Rose & I.M.Johnst.) J.E.Hawkins & Felger [= Parkinsonia microphylla × Parkinsonia praecox]
- Parkinsonia texana (A.Gray) S.Watson